# Ochrota subterminalipicta
Ochrota subterminalipicta là một loài bướm đêm thuộc phân họ Arctiinae, họ Erebidae.